# 达尼埃尔·哈韦尔
达尼埃尔·哈韦尔（捷克語：Daniel Havel，1991年8月10日—），捷克男子皮划艇运动员。他曾代表捷克参加2012年和2016年夏季奥林匹克运动会皮划艇比赛，获得二枚铜牌，均来自男子四人皮艇1000米项目。